# Comte de Warwick
Pour les articles homonymes, voir Warwick.

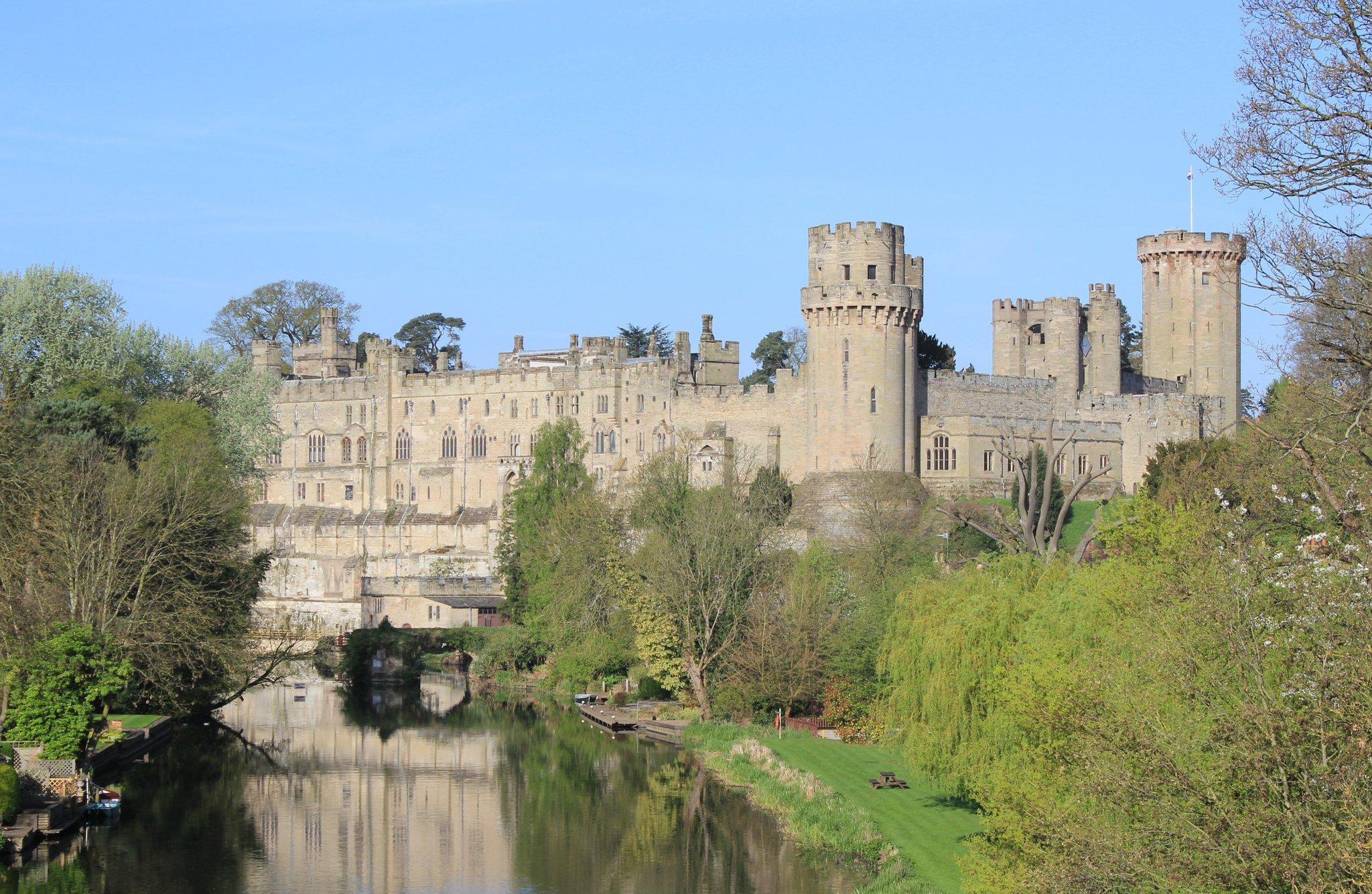
Château de Warwick, sur la rivière Avon, siège traditionnel des comtes de Warwick.

Le titre de comte de Warwick est l'un des plus anciens comtés de la pairie d'Angleterre (aujourd'hui éteinte), et est dorénavant lié au titre de Baron Brooke dans la pairie du Royaume-Uni, créée en 1837.
Il fut créé par Guillaume II le Roux, pour récompenser Henri de Beaumont de son aide lors de la rébellion de 1088.
Le 14 avril 1445, le titre de comte fut transformé en duc de Warwick spécialement pour Henry de Beauchamp († 1446).

## Histoire du titre

Armoiries de Newburgh/Beaumont, adoptées vers 1200.

Armoiries de Thomas de Beauchamp (11e comte de Warwick).

Armoiries de Richard Neville (16e comte de Warwick).

Armoiries d'Édouard Plantagenêt (1475-1499).

Armoiries de Greville.

## Première création (1088)
Les comtes de Warwick de la famille de Beaumont se servent dans leurs armes de l'échiqueté de Vermandois, semble-t-il le premier emblème utilisé à la naissance des armoiries, qui est porté par sept familles au XIIIe siècle et qui affiche la fierté d'appartenir à un lignage qui, par l'intermédiaire d'Adélaïde de Vermandois épouse de Hugues Ier de Vermandois, est d'ascendance carolingienne,.
- 1088-1123 : Henri de Beaumont (1046-1123), second fils de Roger de Beaumont ;
- 1123-1153 : Roger de Beaumont (1102-1153), fils du précédent ;
- 1153-1184 : Guillaume de Beaumont (en) († 1184), fils du précédent ;
- 1184-1204 : Galéran de Beaumont (en) (1153-1204), frère du précédent ;
- 1204-1229 : Henri (II) de Beaumont (vers 1195-1229), fils du précédent ;
- 1229-1242 : Thomas de Beaumont (en) († 1242), fils du précédent ;
- 1242-1263 : John du Plessis (en) († 1263), marié à Marguerite de Beaumont, fille d'Henri (II) de Beaumont ;
- 1263-1268 : Guillaume Mauduit (vers 1220-1268), fils de William Mauduit et d'Alice de Beaumont, fille de Galéran de Beaumont ;
- 1268-1298 : Guillaume de Beauchamp (vers 1238-1298), fils de Guillaume Beauchamp et d'Isabel de Mauduit, sœur du précédent ;
- 1298-1315 : Guy de Beauchamp (1272-1315), fils du précédent ;
- 1315-1369 : Thomas de Beauchamp (v. 1314-1369), fils du précédent ;
- 1369-1401 : Thomas de Beauchamp (v. 1338-1401), fils du précédent ;
- 1401-1439 : Richard de Beauchamp (1382-1439), fils du précédent ;
- 1439-1446 : Henry de Beauchamp (1425-1446), duc de Warwick, fils du précédent ;
- 1446-1449 : Anne de Beauchamp (1444-1449), comtesse de Warwick, fille du précédent ;
- 1449-1492 : Anne de Beauchamp (1426-1492), comtesse de Warwick, fille de Richard de Beauchamp ;
- 1449-1471 : Richard Neville (1428-1471), surnommé "le faiseur de rois", porta le titre au nom de sa femme.

Le titre est éteint, la famille déshéritée.

## Duc de Warwick (1445)
- 1445-1446 : Henry de Beauchamp (1425–1446).

## Deuxième création (1547)
- 1547-1553 : John Dudley (1501-1553), duc de Northumberland ;
- 1553-1554 : John Dudley (en) († 1554), fils du précédent ;
- 1554-1589 : Ambrose Dudley (vers 1529-1589), frère du précédent.

## Troisième création (1618)
- 1618-1619 : Robert Rich (v. 1559-1619) ;
- 1619-1658 : Robert II Rich (1587-1658), fils du précédent ;
- 1658-1659 : Robert Rich (1611-1659), fils du précédent ;
- 1659-1673 : Charles Rich (1619-1673), frère du précédent ;
- 1673-1675 : Robert Rich (de) (1620-1675), petit-fils du premier comte (et fils du comte de Holland) ;
- 1675-1701 : Edward Rich (1673-1701), fils du précédent ;
- 1701-1721 : Edward Henry Rich (1697-1721), fils du précédent ;
- 1721-1759 : Edward Henry Rich (1695-1759), cousin du précédent.

## Quatrième création (1759)
- 1759-1773 : Francis Greville (1719-1773) ;
- 1773-1816 : George Greville (1746-1816) ;
- 1816-1853 : Henry Richard Greville (1779-1853) ;
- 1853-1893 : George Guy Greville (1818-1893) ;
- 1893-1924 : Francis Richard Charles Greville (1853-1924) ;
- 1924-1928 : Leopold Guy Francis Maynard Greville (1882-1928) ;
- 1928-1984 : Charles Guy Fulke Greville (1911-1984) ;
- 1984-1996 : David Robin Francis Guy Greville (1934-1996) ;
- depuis 1996 : Guy David Greville (de) (né en 1957).

Héritier apparent : Charles Fulke Chester Greville, Lord Brooke (né en 1982).